# RH Printing
RH Printing este o tipografie din România, deținută de omul de afaceri Nicolae Rațiu, înființată în anul 2007.
A înregistrat venituri de 4 milioane de euro în anul 2007.